# Palais Schaumburg (band)
Palais Schaumburg was een Duitstalige popgroep. De band kwam begin jaren tachtig op tijdens de Neue Deutsche Welle en wordt als invloedrijk gezien. De groep bestond vrij kort en kende een wisselende bezetting. Leden als Thomas Fehlmann, Holger Hiller, Frank Martin Strauß, Stefan Bauer en Moritz von Oswald zouden later wel een belangrijke rol blijven spelen in de Duitse muziekscene.

## Geschiedenis
Palais Schaumburg werd in 1979 opgericht door de in Hamburg wonende studenten Thomas Fehlmann en Holger Hiller. Ze verzamelen enkele muzikanten om zich heen en maken enkele opnames waarvan sommigen op single verschijnen. Dit werk uit de beginperiode zal verschijnen op Das Single Kabinett. Ook Frank Martin Strauß is een korte tijd betrokken, totdat hij de overstap maakt naar Einstürzende Neubauten. Met Ralf Hertwig en Timo Blunck nemen ze in 1981 het album Palais Schaumburg op waarop ze een Avant-garde stijl laten horen. Ze gaan op tournee en doen ook enkele malen in Nederland aan. De band heeft ook een primeur door in 1982 Kurtis Blow in hun voorprogramma te laten spelen. Hij is daarmee de eerste rapper die in Duitsland komt optreden. In 1982 verlaat Hiller de groep om een solocarrière te beginnen. Ook Blunck gaat weg. Ze worden vervangen door Moritz von Oswald, Stefan Bauer en Walter Thielsch. Ook worden ze in de productie geholpen door Inga Humpe en Annette Humpe. Daarmee nemen ze Lupa (1982) en het Engelstalige Palais Schaumburg - Parlez-vous Schaumburg? (1984) op. Voor de fotografie wordt Anton Corbijn ingeschakeld. In 1985 valt de band weer uiteen. Fehlmann en Von Oswald zullen later in de dancescene opduiken. In 2012 komt Palais Schaumburg weer in de originele bezetting bijeen voor enkele optredens.

## Discografie
- Palais Schaumburg (1981)
- Palais Schaumburg - Das Single Kabinett (1981) (compilatie)
- Lupa (1982)
- Palais Schaumburg - Parlez-vous Schaumburg? (1984)